# Remin
Remin (Compania Națională a Metalelor Prețioase și Neferoase Remin) Baia Mare este o companie minieră din România.
Înainte de 1989, compania a avut chiar și 30.000 de angajați, iar înainte de disponibilizările colective din 1996 a avut în jur de 14.000 de salariați.
A fost agentul economic principal al județului Maramureș până în perioada 2005 - 2006 când exploatarea de minereu a fost oprită.
Număr de angajați în 2009: 300